# Artoriopsis klausi
Artoriopsis klausi là một loài nhện trong họ Lycosidae.
Loài này thuộc chi Artoriopsis. Artoriopsis klausi được Volker W. Framenau miêu tả năm 2007.